# Białko Bence'a-Jonesa

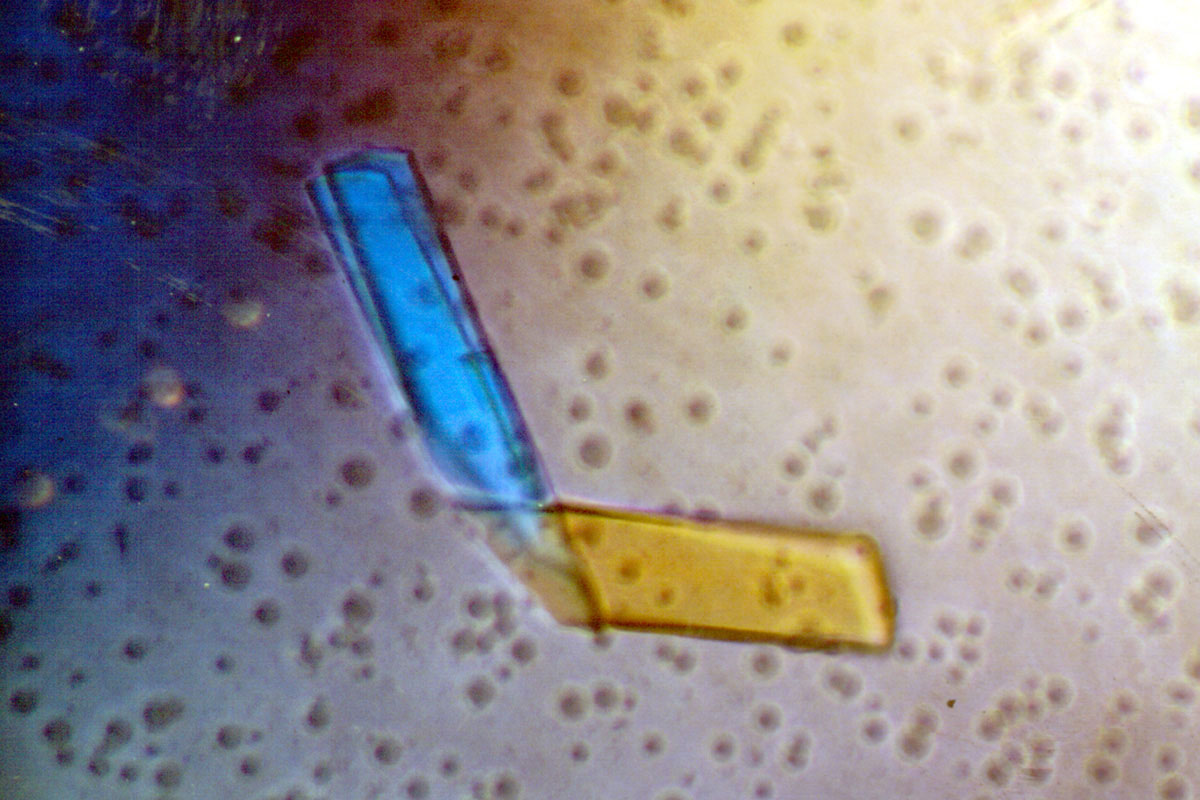
Kryształy białka Bence’a-Jonesa

Białko Bence’a-Jonesa – występujące w krwi i moczu, nieprawidłowe białko, które jest dimerami łańcuchów lekkich immunoglobulin.
Białko to ma znaczenie w diagnostyce laboratoryjnej, klasyfikacji i przy ustalaniu rokowania szpiczaka mnogiego. Białko Bence’a-Jonesa stwierdza się także u chorych z makroglobulinemią Waldenströma. Badanie laboratoryjne na obecność tego białka w moczu może być wykorzystane jako badanie swoistego markera nowotworowego (występuje u 2/3 pacjentów ze szpiczakiem mnogim).
Dawniej do oznaczenia białka Bence’a-Jonesa w moczu stosowano metodę precypitacji termicznej, obecnie stosuje się elektroforezę na żelu agarozowym.
Białko zostało po raz pierwszy opisane w 1847 roku przez angielskiego lekarza i chemika Henry’ego Bence’a Jonesa.